# MI-5 英国機密諜報部
『MI-5 英国機密諜報部』（Spooks）はイギリスのテレビ向けスパイ・ドラマのシリーズで、オリジナルはBBC Oneによって2002年5月13日から2011年10月23日までの間に、10シリーズが放映された。オリジナルタイトルの「Spooks」はスパイについての一般的な口語表現に由来し、シリーズはグリッドとして知られる高度に保安処置がなされた部局のテムズハウスの司令部を基地とするMI5職員のグループの働きを追ってる。さまざまなスタイルの演出と、人気のあるゲスト俳優の出演が注目に値する。アメリカ合衆国では『MI-5』のタイトルで放映された。カナダでは、はじめ『MI-5』として放映されたが、現在ではBBCカナダによって『Spooks』として放映されている。
日本では2009年5月24日にサスペンスシアター FOXCRIMEでプレミア放映され、6月からシーズン1と2が放映された。またシーズン4から6まではBS11で放映された。シーズン8は2011年10月17日よりサスペンスシアター FOXCRIMEで放映が開始された。2020年2月からAmazonプライム向けにシーズン1およびシーズン2の字幕版を配信開始した。
シリーズは2015年5月8日に公開された映画『SPOOKS スプークス/MI-5』（en:Spooks: The Greater Good）へとつながった。

## シリーズあらすじ
シリーズには86話が含まれ、2002年5月にスタートし、2011年10月に終了した。
各エピソードは最終シーンでフリーズして白黒の反転画像に変化し、独特な効果音とともに押しつぶされ、黒い画面に対し平らな白い線になる。

### 第1シリーズ
スタイリッシュな映像と、ペースの早いアクション・冒険、スパイの陰謀のストーリーの組み合わせによって、シリーズは評論家相手にも一般視聴者相手にも成功を収め、全6話で平均750万人の視聴者を獲得した。
第2話は、登場人物ヘレン・フリン（リサ・フォークナー）の非道な殺害シーンが悪評を呼び、2002年に放送基準委員会にもっとも多くの苦情が寄せられることとなった。潜入捜査中に、ヘレンとトムはケビン・マクナリーが演じる人種暴動の扇動者ロバート・オズボーンに捕らえられ、トムに機密情報を明らかにさせるために、ヘレンが揚げ物鍋で拷問された。トムは拒否し、ヘレンは殺された。これは、午後9時の分水嶺（成人視聴者向け番組が許される境目）の後に放映されたに関わらず、視聴者の怒りの反応を引き起こし、BBCの電話交換機を苦情の電話でパンクさせた。

### 第2シリーズ
第1シリーズの成功を受け、より長い10話からなる第2シリーズが製作され、2003年に続けて放映された。新しいレギュラー登場人物のサム・バクストン（ショーナ・マクドナルド、ルース・エヴァーシェッド（ニコラ・ウォーカー）がそれぞれ第1話と第2話で紹介され、シリーズの最後はクリフハンガーで締めくくられた。このシリーズは平均710万人の視聴者を獲得した。

### 第3シリーズ
全10話からなる第3シリーズは、2004年の秋にBBC Oneで放映され、12月13日に最終回を迎えた。第1話ではトムの失踪の調査を支援するためにMI6から引き抜かれたルパート・ペンリー＝ジョーンズ演じるところのアダム・カーターが登場する。アダムはトムが重要な作戦を危険に晒した後で、そのセクション・チーフの地位を継いだ。
第6話で、ゾーイは作戦中の違法行為のために出廷を求められ、MI5を離れてチリで新しい仮の身分で暮らすことを余儀なくされた。アダムの妻のフィオナ（オルガ・ソスノフスカ）が彼女の仕事を引き継いだ。シリーズ最終話では、ダニーとフィオナが人質になり、その間にダニーが殺害される。シリーズ平均の視聴者数は580万人に減少した。

### 第4シリーズ
『MI-5』の第4シリーズの第1話は2部構成の前編として、2005年9月12日月曜日に午後9時にBBC Oneで放映が開始された。その翌日（9月13日）に第2話が放映された。翌週、『MI-5』はそれまでのシリーズが伝統的に占めていた月曜日午後9時の放映枠を離れて、木曜日午後9時に移動した。このシリーズは再び全10話が放映され、シリーズ平均の視聴者は第3シリーズから大幅に増えて605万人となった。
シリーズ冒頭の2部構成のエピソードでは、前シリーズ最終話に登場したザファー・ユーニス（ラザ・ジェフリー）とジュリエット・ショー（アンナ・チャンセラー）が登場した。ストーリーはロンドン中心部でテロリストによる爆弾テロが発生すると言うもので、現実では放映の2ヶ月前の7月7日に事件が起きたが、すでに撮影は完了していた。
ガーディアン紙によれば、最初のエピソードが放映された日に「類似性はドラマの責任者のジェーン・トランターと新しいBBC Oneの管理者であるピーター・フィンチャムがエピソードを除外するかどうかについて悩むのに十分」だった。エピソードは最終的に編集されずに放映されたが、2部構成のそれぞれの前にBBC Oneのアナウンサーが一部の視聴者が不安を感じるかもしれないロンドンでの爆弾テロのシーンが扱われていると警告した。
第7話でフィオナ・カーターは、演じている女優のオルガ・ソスノフスカが妊娠し、番組を離れる選択をしたことから最後の登場となった。そのストーリー・アークでは、フィオナは数年前に絞首刑にされたと思っていた、彼女の狂った元夫を殺そうとする。しかし、元夫は最終的にフィオナを誘拐し、脱出しようとしている彼女をアダムの前で射殺する。彼女のキャラクターは前のエピソードでアダムによって採用されたMI5の新人のミランダ・レイソンが演じるジョー・ポートマンに引き継がれた。

### 第5シリーズ
『MI-5』の第5シリーズ（全10話）の2部構成の第1話は2006年9月17日に放映された。その中でイギリス政府、MI6、イギリスのマスコミの中の集団が議会と首相の転覆を目論んで共謀している。これらの集団はイギリスが現代のテロリズムによってもたらされる脅威を生き延びるためには、民主主義を委員会による支配に置き換える必要がある点で同意している。第2部は翌日（9月18日）に放映され、『MI-5』がBBC Oneの月曜夜のスケジュールに戻ったことが示された。このエピソードでロス・マイヤーズ（ハーマイオニー・ノリス）が登場した。
このストーリーラインにはロンドン攻撃を計画している偽の自家製アル・カイーダ、イギリス政府による核技術のサウジアラビアへの売却、米国の政権によるアフリカの独裁者への武器売却などが含まれている。
このシリーズの評価は前シリーズ同様で、平均で600万人の視聴者を獲得している。

### 第6シリーズ
第6シリーズは第5シリーズが発表される前にBBCのドラマ委員会の責任者であるジェーン・トレイナーに任されていた。シリーズは2007年10月16日にBBC Oneに戻り、12月18日に終了した。シリーズの平均視聴者は560万人だった（これまでで最低）。第6シリーズはこれまでの5シリーズと異なり、シリーズ全体を貫く支配的なストーリーがあり、番組で初めてエンドクレジットが含まれていた。ジョニー・マスケット作曲のサウンドトラックの使用頻度も少なくなっていた。
第6シリーズの主な筋書きは、イランが独自の核兵器を製造する能力を求めて、核兵器の部品の売り手を探していることである。いくつかの国の政府（主にアメリカ合衆国とCIA、ロシアのFSB、そしてMI5を含む他の機関の権限を剥奪されたメンバーで構成される第3の影の組織）がプロット全体に織り込まれている。シモン・アブカリアンが様々な政府と連絡を取り合うイランの特別領事を演じている。アグニ・スコットが演じる彼の妻、マシュー・マーシュ演じるCIA局長、ロバート・グレニスターが演じるイギリスの内務大臣がシリーズ全体で繰り返し役割を果たしている。
シリーズの立ち上げに合わせて "Spooks Interactive" という新しいWebサイトが作られた
。2008年4月、『MI-5』の制作チームは Spooks Interactive での仕事が評価されBAFTAインタラクテビティ賞を受賞した。

### 第7シリーズ
『MI-5』の第7シリーズは全8話で2008年10月27日に放映が開始された。ハリー・ピアース役のピーター・ファースが、アレックス・ラニペクン演じるベン・カプラン、ヒュー・サイモンが演じるマルコム・ウィン＝ジョーンズ、ジョー・ポートマン役のミランダ・レイソン、ジェマ・ジョーンズが演じるコニー・ジェームスを伴ってシリーズに復帰した。
第1話では中心事物のアダム・カーター（ルパート・ペンリー＝ジョーンズ）がテロリストが仕掛けた自動車の爆発で死亡し、ロス・マイヤーズ（ハーマイオニー・ノリス）がモスクワで潜入捜査を行うエージェントとして番組に復帰する。リチャード・アーミティッジがロシアの刑務所に8年間拘束され、スパイ交換の一部として解放されたエージェントのルーカス・ノースとして加わる。アダムの死を受けて、ロスがセクション・リーダーとなり、彼女の職務はルーカスがシニア・ケース・オフィサーとして引き継ぐ。
第8シリーズの再委託プレスリリースには、第7シリーズの最終話のエピソードにはひねりがあると記されている。このエピソードでは、核爆弾が爆発するように設定され、テイレシアース作戦の一部である、ロシアのスリーパー・エージェントによって起爆される。議会と王室する中、ロスとルーカスがコニー・ジェームスを転向させ、FSBの暗殺部隊から逃れて核の脅威は排除される。核爆弾を無力化する途中で、コニーは使用されている通常爆薬によって死亡する。爆発の数秒前、コニーはルーカスに、彼をロシアに売り渡したのがルーカスが信じていたようにハリーではなく、自分だったことを明らかにした。エピソードはFSBのロンドン支局の責任者であるヴィクトル・サルキシアンによって死体袋に詰め込まれて車のトランクに押し込まれ、意識はあるが口をテープで塞がれたハリーの姿で終わる。

### 第8シリーズ
2008年12月、BBCは第8シリーズがハーマイオニー・ノリス（ロス）、リチャード・アーミティッジ（ルーカス）の主演で2009年3月に撮影開始され、2009年後半に放映されると発表した。第8シリーズは2009年11月4日に、午後9時からBBC Oneで放映開始され、第2話は11月6日金曜日の午後9時にBBC Threeで放映された。第8シリーズの第1話は午後9時から10時の視聴者の25%である600万人の視聴者を獲得した。
第1話はハリー・ピアースがロシアに捕らえられた第7シリーズ最終話のクリフハンガーからの続きである。このエピソードの間、第5シリーズ以来の時間をキプロスで過ごしていたルース・エヴァーシェッドが再登場する。番組開始以来のハリー以外のもう一人の登場人物であるマルコム・ウィン＝ジョーンズは、単純に「年をとりすぎた」として去ってゆく。彼の後任にははるかに若い技術者のタリク・マスード（シャザド・ラティフ）が配属される。
このシリーズは、「ナイチンゲール」としてのみ知られている神秘的な組織である1つの主要なプロットアークを中心に展開している。シリーズの過程でルーカス・ノースの忠誠心は、ナイチンゲールと関係のあるCIAエージェントのサラ・コールフィールドとの継続的な関係のために、絶えず疑問視されている。
ジョー・ポートマンも一時的に戻ってきたが、不用意にテロリストに捕まった際に、劇的な犠牲行為でロスに殺され、その後、ロスはシリーズの残りの期間中このすべてのことを忘れることができなかった。
シリーズの終わりでは、セクションDはナイチンゲールの調査においてあまり進捗していないようであり、ロス・マイヤーズは新しい内務大臣のアンドリュー・ローレンスとともに爆発で殺される。

### 第9シリーズ
『MI-5』の第9シリーズは全8話から成り2010年9月20日月曜日に放映開始された。
このシリーズの新しい配役メンバーとしてはMI5の局員としてソフィア・マイルズとマックス・ブラウンが、サイモン・ラッセル・ビールが内務大臣として加わった。イアン・グレンとライラ・ロスもまたルーカスの謎めいた過去の人物であるヴォーン・エドワーズとマヤ・ラハン役で加わった。
シリーズは最終話の前のエピソードでのクライマックスを迎えた終盤に、ルーカスを脅迫していたヴォーンが死んだことに続き、ルーカスの恋人のマヤ・ラハンの死と共に終わりを迎える。ルーカスはルースを誘拐し、縛って猿轡を噛ませ、中国のために最高機密のコンピューターファイルを入手しようと企てる。クライマックスシーンはロンドンの高層ビルの屋上でのハリーとルーカスの対決だった。ファイルが実際には決して機能しないことと、ルーカスが明らかにMI5の同僚を裏切って、別の男の身元を盗んだことをハリーが明かした後で、「ルーカス」（「本名」はジョン・ベイトマンであることが明らか）はハリーに振り返るように命じる。ハリーは処刑されることを予想したが、打たれなかった。数秒後、車の警報装置が鳴り、地上からの叫び声が聞こえてからハリーが振り向くと、屋上からルーカスの姿は消えていた。48時間、内務大臣がハリーに電話をかけ、MI5での彼の行動を完全に調査し「MI5後の生活に備えるように」と伝えた。シリーズはハリーが夜のロンドンのスカイラインを見渡すシーンで終わりを迎える。字幕では2011年に第10シリーズが公開されることを明らかにした。

### 第10シリーズ
全6話からなるシリーズが2011年3月に製作開始されたと報じられ、ララ・パルヴァ―が「野心的で貪欲な」「彼女のしるしをつけることを決意した」新しい諜報員として加わった。シリーズにはジェフリー・ストリートフィールド、アリス・クリーグ、ジョナサン・ハイドが加わり、ピーター・ファース、ニコラ・ウォーカー、マックス・ブラウン・シャザド・ラティフ、サイモン・ラッセルらも再び役柄を演じ、最終話にはマシュー・マクファディンがカメオ出演した。ベス・ベイリー役のソフィア・マイルズはシリーズに復帰しなかった。
このシリーズは、イギリスとロシアを戦争に追いやろうとする陰謀の発覚で幕を閉じる。
ハリーは陰謀を阻止することに成功し、ルース・エヴァーシェッドと共に普通の生活を送るために局を離れることにする。
しかし、復讐に燃えるサーシャ・ガヴリクがハリーに復讐しようとしたときに、ルースはハリーのために攻撃を受け止め、彼の腕の中で死んでしまう。
その後、ハリーはルースのいない普通の生活などに意味を見いだせず、MI5に復帰することを決意する。
番組制作会社のKudosとBBCは2011年8月の共同声明で、第10シリーズが最後のシリーズになると発表した。これまでの平日夕方の時間枠から移動して、2011年9月18日午後9時にBBC Oneで放映が開始され、最終話は2011年10月23日に放映された。

### 『SPOOKS スプークス/MI-5』
米国では MI-5 として知られる長編映画『SPOOKS スプークス/MI-5』（原題  Spooks: The Greater Good）が2015年5月に公開された。ピーター・ファースはハリー・ピアース役を再び演じた。テレビシリーズからの出演はほかにオリヴァー・メイス役のティム・マッキナリー、エリン・ワッツ役のララ・パルヴァー、マルコム・ウィン＝ジョーンズ役のヒュー・サイモン、カラム・リード役のジェフリー・ストリートフィールドである。キット・ハリントンとジェニファー・イーリーが主役を務める新しい登場人物として出演している。

## 登場人物

### レギュラー

#### グリッド（生存）
サー・ハリー・ピアースKBE
演 - ピーター・ファース（2002-2011）
MI5の対テロ部門（「セクションD」）司令官。
トム・クイン
演 - マシュー・マクファディン（2002-2004、2011）
セクションDの部門長および上級担当官。重要な任務を危険にさらした後で仕事から外され、早期退職した。MI5を離れた後は民間の請負業者となる。テレビシリーズの最終話では、クインはハリーによって「外部の情報源」として雇われ、MI5とFSBとの2重スパイを殺害した。
テッサ・フィリップス
演 - ジェニー・アガター（2002-2003）
セクションKの上級担当官。「ゴースト」エージェントを運用していることをハリーに見つけられた後でグリッドを離れる。作戦を妨害したのちに海外に逃亡。
ディミトリ・レヴェンディス
演 - マックス・ブラウン（2010-2011）
セクションDの海賊行為およびテロリズム担当官。元特殊舟艇部隊員でもある。
ゾーイ・レイノルズ
演 - キーリー・ホーズ（2002-2004）
セクションDの初級担当官。第3シリーズ第6話で潜入捜査中にミスを犯したことが発覚した後に、記録を消されてチリに隠された。
ベス・ベイリー
演 - ソフィア・マイルズ（2010）
セクションDの初級担当官。第9シリーズと第10シリーズの間の期間に、エリン・ワッツによって解雇された。
サム・バクストン
演 - ショーナ・マクドナルド（2003-2004）
セクションDの管理官。ダニーの死後、GCHQに再転任した。
マルコム・ウィン＝ジョーンズ
演 - ヒュー・サイモン（2002-2009、2010）
セクションDの技術およびデータ分析官。退職。

#### グリッド（状況不明）
ジェド・ケリー
演 - Graeme Mearns（2002）
セクションDの管理官。状況不明。

#### グリッド（死亡）
アダム・カーター
演 - ルパート・ペンリー＝ジョーンズ（2004-2008）、日本語吹替 - 志村知幸
セクションDの部門長兼上級担当官。第7シリーズ第1話で自動車爆弾により死亡。
ロス・マイヤーズ
演 - ハーマイオニー・ノリス（2006-2009）
セクションDの部門長兼上級担当官。第8シリーズ第8話で、内務大臣を救出中に爆発で死亡。
ルーカス・ノース / ジョン・ベイトマン
演 - リチャード・アーミティッジ（2008-2010）
セクションDの部門長兼上級担当官。第9シリーズ第8話でハリー・ピアースとの対決のあとで屋上から飛び降りて死亡。
エリン・ワッツ
演 - ララ・パルヴァー（2011）
セクションDの部門長、元MI5の対テロ部門の責任者。『SPOOKS スプークス/MI-5』でトロリストグループに捕らえられたのちに自殺。
フィオナ・カーター
演 - オルガ・ソスノフスカ（2004-2005）
セクションDのMI6担当官。第4シリーズ第7話での作戦中にシリア人の元夫に撃たれる。
ダニー・ハンター
演 - デヴィッド・オイェロウォ（2002-2004）、日本語吹替 - 中谷一博
セクションDの初級担当官。第3シリーズ第10話でテロリストの人質にされている間に処刑される。
ザファー・ユーニス
演 - ラザ・ジェフリー（2004-2007）
セクションDの初級担当官。第6シリーズ第1話で誘拐された後に、レッドバックスなる不法グループに拷問され殺害される。
ベン・カプランDSO
演 - アレックス・ラニペクン（2007-2008）
セクションDの初級担当官。第7シリーズ第7話でFSBのモグラであるコニー・ジェームスによって喉を切り裂かれる。
ジョー・ポートマン
演 - ミランダ・レイソン（2005-2009）
セクションDの初級担当官。第8シリーズ第3話で、テロリストを拘束する際にロス・マイヤーズに撃たれる。
カラム・リード
演 - ジェフリー・ストリートフィールド（2011）
セクションDの初級担当官。『SPOOKS スプークス/MI-5』でテロリストのカシムがグリッドを乗っ取ろうとする際に殺害される。
ルース・エヴァーシェッド
演 - ニコラ・ウォーカー（2003-2006、2009-2011）
元セクションDの上級情報分析官でのちに内務大臣ウィリアム・タワーズの安全保障補佐官。第10シリーズ第6話で偶然サーシャ・ガヴリクに刺される。
コニー・ジェームス
演 - ジェマ・ジョーンズ（2007-2008）
元セクションDの上級分析官。FSBのモグラとして逮捕される。第7シリーズ第8話で核爆弾を無力化する際に死亡。
ヘレン・フリン
演 - リサ・フォークナー（2002）
セクションDの管理官。第1シリーズ第2話で右翼テロリストに拷問され、撃たれる。
コリン・ウェルズ
演 - ローリー・マクレガー（2002-2006）
セクションDの技術およびデータ分析官。第5シリーズ第1話でクーデターをもくろむ腐敗したMI6職員によって吊るされる。
タリク・マスード
演 - シャザド・ラティフ（2009-2011）
セクションDの技術およびデータ分析官。第10シリーズ第2話で盗聴されている自宅で重要な情報を発見したあとで、シアン化水素を用いて暗殺される。

#### その他（生存）
ウィリアム・タワーズ議員
演 - サイモン・ラッセル・ビール（2010-2011）
英国内務大臣、連立政権の一員。
イリヤ・ガヴリク
演 - ジョナサン・ハイド（2011）
ロシア国際開発大臣、冷戦中の元KGB工作員であり、ハリーの旧敵。
オリヴァー・メイス
演 - ティム・マッキナリー（2004-2006）
合同情報委員会議長。テロ容疑者の違法な拷問の背後にいる首謀者として暴露されたのちに辞任を余儀なくされた。
リチャード・ドルビー卿
演 - ロバート・イースト（2008）
MI長官。
ボブ・ホーンガン
演 - マシュー・マーシュ（2007）
元CIAロンドン支局長。MI5に敵対する傭兵部隊と共に働いたためにCIAから解雇される。
ダリウス・バクシ
演 - シモン・アブカリアン（2007）
イランの特別領事。
ジュールス・シヴィター
演 - ヒュー・ローリー（2002）
MI6部門長。国外追放となる。
クリスティン・デイル
演 - ミーガン・ドッズ（2002-2004）
CIAエージェント兼MI5連絡官。トムの操作と逮捕に関与したのちに辞職。
サーシャ・ガヴリク
演 - トム・ウェストン＝ジョーンズ（2011）
FSB職員でエレナとイリヤ・ガヴリクの息子。
エリサヴィエータ・スタルコワ
演 - パロマ・バエザ（2009）
ルーカス・ノースの元妻で二重スパイ。ルーカスの要望に応じて足を洗う。
ウェス・カーター
演 - ジェームス・テイラー・ディッカー（2004-2008）
アダムとフィオナの息子。父親の死後、孤児となり、祖母のもとに身を寄せる。

#### その他（状況不明）
ジュリエット・ショウ
演 - アンナ・チャンセラー（2005-2007）
元国家安全保障調整官。
アルトン・ビーチャー
演 - コリン・サーモン（2010）
ロンドン駐在の首席CIA連絡官。
バーナード・コルトロウ
演 - リチャード・ジョンソン（2008）
ハリーの元指導者で引退したSIS職員。「シュガーホース」事件のあとでFSBのモグラとして暴露される。

#### その他（死亡）
ニコラス・ブレイク議員
演 - ロバート・グレニスター（2006-2010）
元英国内務大臣。汚職の告発の後に辞職を余儀なくされた。その後、内務大臣のアンドリュー・ローレンスと、ロス・マイヤーズを殺害したホテルの爆破を命じた、ナイチンゲールの上級メンバーであることがルースによって暴露される。ブレイクが裏切り者であることをルースから知ったハリーによって毒殺される。
アンドリュー・ローレンス議員
演 - トビアス・メンジーズ（2009）
元英国内務大臣。ロス・マイヤーズと共に爆発で殺害されたが、遺体は発見されていない。
サム・ウォーカー
演 - ブライアン・プロザロー（2009）
CIAロンドン支局長。ナイチンゲールの調査を行ったため、ナイチンゲールの工作員皿・コールフィールドによって殺害される。
ヴィクトル・サルキシアン
演 - ピーター・サリヴァン（2008-2009）
FSBロンドン支局の元指揮官。第8シリーズ第1話の早い時点で、誘拐されたハリー・ピアースを売ろうとしていた男に殺害される。ヴィクトルの殺害者はキプロスから戻ったルーカスとロスがハリーとルースを救う際にルーカスによって殺害される。
ジェームス・“ジム”・コーヴァ―
演 - ウィリアム・ホープ（2011）
CIA副長官でハリー・ピアースの旧友、1980年代にエレナ・ガヴリクの転向を手助けした。MI5およびガヴリクへの攻撃と、タリク・マスードの死の背後にいると疑われているが、これはハリーがそう信じるように仕向けられたものらしい。CIAエージェントを装った傭兵に殴打され、致命傷を負って数分後に死亡。
サラ・コールフィールド
演 - ジュヌヴィエーヴ・オライリー（2009）
CIAエージェントでMI5連絡担当。ルーカスの恋人。MI5に捕らえられて裏切り者であることが暴かれたのちに、ナイチンゲールの殺し屋に暗殺される。
ヴォーン・エドワーズ
演 - イアン・グレン（2010）
ルーカス・ノース/ジョン・ベイトマンの脅迫者でダカール爆破に関連したルーカス/ジョンの見かけ上の雇い主。ルーカス/ジョンとの対決のあとで、ナイフで受けた傷からの失血により死亡する。
エレン・ガヴリク
演 - アリス・クリーグ（2011）
イリヤ・ガヴリクの妻であり、元スパイにして冷戦期にはハリー・ピアースの恋人だった。ロシアの超国家主義者の二重スパイであることが明らかにされた後で、イリヤ・ガヴリクによって殺害される。
マヤ・ラハン
演 - ライラ・ロス（2010）
ルーカス・ノース/ジョン・ベイトマンの元ガールフレンド。ルーカス/ジョンと共に国外に逃れようとした時ンい、アレック、ベス、ディミトリとの銃撃戦中の銃創が原因で死亡。

## 制作
この番組は脚本家のデイヴィッド・ウォルステンクロフトによって創作され、BBC向けにKudosによって制作された。シリーズの人気と相まって、トレードマークのスタイルは、多くの著名なゲスト出演者を魅了した。その中にはマルティン・マカッチョン、ヒュー・ローリー、ハルク・ビルギナー、ロバート・ハーディ、ティム・マッキナリー、ブルース・ペイン、リース・ディンスデール、イアン・マクダーミド、ユエン・ブレムナー、ジム・ミストリー、アンディ・サーキス、ベネディクト・カンバーバッチ、ケヴィン・マクナリー、ルパート・グレイヴス、アンドリュー・ティアナン、アントン・レッサー、アヌパム・カー、アレクサンダー・シディグ、アンソニー・スチュワート・ヘッドなどが含まれている。

### ロケーション
いくつかのロンドンのランドマークの使いやすさと象徴的なステータスが、これらを番組全体で人気のある場所にした。MI5の司令部であるテムズハウスの外観ショットは、シーンの場所を明確にするために多用された。ただし、そのような場所での撮影にはセキュリティ上のリスクがあるため、ロンドンのフリーメイソンホールが俳優が建物に出入りするシーンや、建物内部のシーンの一部で撮影に使用された。同じ場所は、後に『秘密情報部トーチウッド』の第3シーズンでもテムズハウスとして撮影に使用された。SISビルの状況設定ショットはSISないしMI6のメンバーが関与するシーンに使用された。よく使われるその他のランドマークとしてはロンドンの地下鉄と、ミレニアム・ブリッジがあげられる。多くのシーンがドックランズとその周辺、特にカナリー・ワーフ、ロザーハイズ、ロンドン橋、（オールド・ロイヤル・ネイヴァル・カレッジを含む）グリニッチ・エリアおよびモア・ロンドンの開発現場で撮影されている。

## 放映と配信
このシリーズは一般的に使われているディジタルの動画カメラではなく、スーパー16で撮影された。各エピソードのオリジナルではBBC Oneのクレジット無しで放映されたが、これは現実のスパイの匿名性と、各エピソードのドラマの雰囲気を維持するための選択だった。第9シリーズより前には第1話と最終話はBBC Oneでのみ放映されたが、第2話以降はBBC Oneの一週間前にBBC Threeで放映されていた。BBC Threeでは短いクレジット表示が予告編とKudosおよびBBCのロゴの間に含まれていた。全86話がコロナウィルスによる「ステイ・ホーム」期間にBBC iPlayerで無料公開された。

### 他国での放送
このシリーズは人気のある輸出品であり、26か国以上に配給されている。しかしながら、いくつかの地域、特に米国では人気が出ずに苦戦しており、米国で『MI-5』を放送した3つのチャンネルのうち2つは、視聴者数が増えなかったために第4シリーズで打ち切った。一部の国では原題の Spooks という語に人種差別的な意味合いがあるため、番組名が変更されている。

### 家庭用メディア
| シリーズ | シリーズ                   | リージョン1     | リージョン2    | リージョン4                                                    | 特典 |
| -------- | -------------------------- | --------------- | -------------- | -------------------------------------------------------------- | --- |
|          | 第1シリーズ                | 2004年1月13日   | 2003年6月16日  | 2003年8月18日 2006年（薄型パッケージ）                         | 削除されたシーン、『MI-5』用語ガイド、キャラクターの経歴、画像ギャラリー、キャストとクルーへのインタビューとコメンタリー、脚本のPDF                                                                                                  |
|          | 第2シリーズ                | 2005年1月11日   | 2004年9月20日  | 2004年3月21日 2005年3月21日（愛蔵版） 2006年（薄型パッケージ） | アウトテイク、キャストへのインタビューとコメンタリー、脚本のPDFを含む小特集 |
|          | 第3シリーズ                | 2006年1月31日   | 2005年9月5日   | 2005年5月23日                                                  | オーディオコメンタリー、「舞台裏」の特集、削除されたシーンと脚本のPDF、壁紙、画像ギャラリーを含むDVD ROM |
|          | 第4シリーズ                | 2007年1月9日    | 2006年9月4日   | 2007年5月19日                                                  | オーディオコメンタリー、「舞台裏」のドキュメンタリーとシリーズプロデューサーおよび第9話と10話の演出家へのインタビュー |
|          | 第5シリーズ                | 2008年1月8日    | 2007年9月10日  | 2008年5月19日                                                  | 本つのオーディオコメンタリー、キャストへのインタビューと第6シリーズでのミランダ・レイソンのビデオ日記 |
|          | 第6シリーズ                | 2009年1月20日   | 2008年10月6日  | 2008年8月2日                                                   | ロケーションマネージャーによる2本のオーディオコメンタリー、プロデューサーと脚本家による2本のオーディオコメンタリー、第6話と8話の「舞台裏」ドキュメンタリー、第6シリーズの予告編、4本のキャストへのインタビューとミランダのビデオ日記 |
|          | 第7シリーズ                | 2010年1月26日   | 2009年10月12日 | 2009年3月18日                                                  | 2本のオーディオコメンタリー、リチャード・アーミティッジとハーマイオニー・ノリスによるロシアでの「舞台裏」、キャストへのインタビュー                                                                                                  |
|          | 第8シリーズ                | 2001年1月25日}} | 2010年9月20日  | 2010年11月3日                                                  | プロデューサーと演出家による2本のオーディオコメンタリー、コルヴィル爆破とウォーカー殺害の短い特集。このDVDセットには他のセットに含まれているドルビーディジタル5.1が含まれていない。2.0サウンドトラックのみが含まれている。           |
|          | 第9シリーズ                | 2011年7月12日   | 2011年2月28日  | 2011年6月1日                                                   | 2本のオーディオコメンタリー、"The Cost of Being a Spy" および "The Downfall of Lucas North"の2本の小特集 |
|          | 第10シリーズ               | 2012年3月6日    | 2011年11月28日 | 2012年4月4日                                                   | ハリーのゲーム - 特色、スパイの瞬間トップ10 |
|          | コンプリート・コレクション | N/A             | N/A            | 2012年10月31日                                                 | 個々のシリーズメディアと同等 |

『MI-5』の全シリーズ（ほとんどのエピソードは50分間に短縮）はiTunesで利用可能となっており、第7シーズン以降は放映の一週間後にはダウンロード可能となった。
第1～8シリーズはContender Home EntertainmentからDVDでリリースされ、その後継であるEntertainment Oneが引き継ぎ、第9シリーズはUniversal Playbackからリリースされた。

## 受賞とノミネート
| 年度 | 賞                         | カテゴリー            | ノミニー                       | 結果       |
| ---- | -------------------------- | --------------------- | ------------------------------ | ---------- |
| 2003 | 英国アカデミー賞テレビ部門 | 最優秀ドラマシリーズ  |                                | 受賞       |
| 2003 | 英国アカデミー賞テレビ部門 | オリジナルテレビ音楽  | ジェニー・マスケット           | ノミネート |
| 2003 | 英国アカデミー賞テレビ部門 | 娯楽番組の編集        | Colin Green                    | ノミネート |
| 2003 | 王立テレビジョン協会賞     | 最優秀ドラマシリーズ  |                                | 受賞       |
| 2003 | Broadcast賞                | 最優秀ドラマシリーズ  |                                | 受賞       |
| 2003 | BBCドラマ賞                | 最優秀ドラマ          |                                | 受賞       |
| 2003 | BBCドラマ賞                | 最優秀ドラマWebサイト |                                | 受賞       |
| 2005 | 英国アカデミー賞テレビ部門 | 最優秀ドラマシリーズ  |                                | ノミネート |
| 2006 | 英国アカデミー賞テレビ部門 | 最優秀ドラマシリーズ  |                                | ノミネート |
| 2008 | 英国アカデミー賞テレビ部門 | 双方向性              |                                | 受賞       |
| 2008 | 犯罪スリラー賞             | 最優秀男優            | ルパート・ペンリー＝ジョーンズ | 受賞       |
| 2008 | 犯罪スリラー賞             | 最優秀女優            | ハーマイオニー・ノリス         | 受賞       |
| 2008 | 犯罪スリラー賞             | 犯罪ドラマ            |                                | ノミネート |
| 2009 | 英国アカデミー賞テレビ部門 | 最優秀ドラマシリーズ  |                                | ノミネート |
| 2009 | 英国アカデミー賞テレビ部門 | オリジナルテレビ音楽  | Paul Leonard-Morgan            | ノミネート |
| 2009 | 犯罪スリラー賞             | TVダガー              |                                | ノミネート |
| 2009 | 犯罪スリラー賞             | 最優秀女優            | Hermione Norris                | ノミネート |
| 2010 | 英国アカデミー賞テレビ部門 | 最優秀ドラマシリーズ  |                                | ノミネート |
| 2012 | 英国アカデミー賞テレビ部門 | 最優秀ドラマシリーズ  |                                | ノミネート |

## 音楽
第1～4シリーズの音楽とテーマ曲はジェニー・マスケットによって作曲された。第5～10シリーズの音楽はポール・レナード＝モーガンが作曲した。4枚のサウンドトラック集がリリースされており、第1集は第1および第2シリーズからの、第2集（現状、そしておそらくこれからもiTunesでのみ利用可能）には第5および第6シリーズからの曲が収められている（さらに2曲が作曲家のWebサイトで聴くことができる）。第3集（第7および第8シリーズの音楽）および第4集（第9および第10シリーズの音楽）は2011年11月にiTunesで発売された。曲目リストには物語のネタバレが含まれている。
放映バージョンでは市販DVDとは異なる音楽を使用している場合がある。Broadcast editions of the episodes have been known to feature alternate music to that found on the commercially available DVD releases.第2シリーズ最終話では、ハリー・グレッグソン＝ウィリアムズが作曲した映画『スパイ・ゲーム』の音楽が使用されている。使用されたのは「ベイルート - 戦闘地帯」（”Beirut, a War Zone"）と「オペレーション・ディナー・アウト」（"Operation Dinner Out"）の2曲である。どちらま映画の公式サウンドトラックとして入手できる。

## さらなる展開

### Spooks: Code 9
『秘密情報部トーチウッド』（BBC Threeの『ドクター・フー』のスピンオフ）の成功を受けて、BBC Threeの幹部ジュリアン・ベラミィは2006年12月に Spooks: Code 9 と題した『MI-5』のスピンオフを発表した（仮題： Rogue Spooks および Spooks: Liberty）。番組は2008年にブラッドフォードで撮影が開止され、第1話と第2話が2008年8月10日に放映された。評論家からは「脚本は貧弱だが演技は少しマシ」（サンデー・タイムズ紙）、制作は「全く刺激がなく気が抜けている」（Digital Spy、「ばかげていて説得力がない」（テレグラフ紙）、「お気に入りに酷いことをされた……実際に『MI-5』ブランドにダメージを与える」「完全に皮肉な冒険」（ガーディアン紙）とあまり受け入れられなかった。

### 書籍
- Sangster, Jim: Spooks Confidential: The Official Handbook (2003), Contender Books (London) ISBN 1-84357-069-6
  - 最初の2シリーズのエピソードガイドおよびMI5とシリーズ製作に関する背景情報
- Spooks: The Personnel Files (2007), Headling Publishing Group (London) ISBN 978-0-7553-3397-4
  - 番組中心人物8人（アダム・カーター、ダニー・ハンター、ゾーイ・レイノルズ、トム・クイン、ルース・エヴァーシェッド、ハリー・ピアース、ザファー・ユーニス、マルコム・ウィン＝ジョーンズ）についての詳細なMI5の人事ファイル、原本、レポートおよびフォームの編集を通じて提示

- Spooks: Behind the Scenes (2006), Orion Books (London) ISBN 0-7528-7610-4
  - イギリスの情報機関に関する背景情報と最初の4シリーズのエピソードガイド
- Spooks: Harry's Diary: Top Secret (2007), Headling Publishing Group (London) ISBN 978-0-7553-3398-1
  - チームリーダーであるハリー・ピアースの視点からのスパイとMI5につていての秘話
- Adam Carter: Revealed (2008), Headling Publishing Group (London) ISBN 978-0-7553-3401-8
  - アダム・カーターについて、子供時代のほうとうの詳細、ティーンエイジャーで負った並外れた責任、そして自身の国を裏切っても愛する人々を決して裏切らなかったことを説明する、死後に明かされた真実

### ビデオゲーム
宣伝目的でPreloadedによって番組のビデオゲームが作られた。
2005年、ビデオゲーム The Grid （第3シーズンの宣伝のため）がウェビー賞の最優秀ゲームにノミネートされた。